# Giro d’Italia 2005
Giro d’Italia 2005 – 88. edycja wyścigu kolarskiego Giro d’Italia, która odbyła się w dniach od 7 do 29 maja 2005 na liczącej 3498 kilometrów trasie składającej się z 21 etapów, biegnącej z Reggio di Calabria do Mediolanu. Impreza kategorii 2.PT była częścią UCI ProTour 2005.

## Etapy
| Etap   | Data   | Start – Meta                            | type                       | Dystans (km) | Zwycięzca etapu     | Lider            |
| ------ | ------ | --------------------------------------- | -------------------------- | ------------ | ------------------- | ---------------- |
| Prolog | 7 maj  | Reggio di Calabria – Reggio di Calabria | jazda indywidualna na czas | 1,15         | Brett Lancaster     | Brett Lancaster  |
| 1      | 8 maj  | Reggio di Calabria – Tropea             | płaski                     | 208          | Paolo Bettini       | Paolo Bettini    |
| 2      | 9 maj  | Catanzaro Lido – Santa Maria del Cedro  | płaski                     | 182          | Robbie McEwen       | Robbie McEwen    |
| 3      | 10 maj | Diamante – Giffoni Valle Piana          | płaski                     | 210          | Danilo Di Luca      | Paolo Bettini    |
| 4      | 11 maj | Giffoni Valle Piana – Frosinone         | płaski                     | 220          | Luca Mazzanti       | Paolo Bettini    |
| 5      | 12 maj | Celano – L'Aquila                       | górzysty                   | 223          | Danilo Di Luca      | Danilo Di Luca   |
| 6      | 13 maj | Viterbo – Marina di Grosseto            | płaski                     | 153          | Robbie McEwen       | Paolo Bettini    |
| 7      | 14 maj | Grosseto – Pistoia                      | górzysty                   | 211          | Koldo Gil           | Danilo Di Luca   |
| 8      | 15 maj | Lamporecchio – Florencja                | jazda indywidualna na czas | 45           | David Zabriskie     | Danilo Di Luca   |
| 9      | 16 maj | Florencja – Rawenna                     | płaski                     | 139          | Alessandro Petacchi | Danilo Di Luca   |
| 10     | 18 maj | Rawenna – Rossano Veneto                | płaski                     | 212          | Robbie McEwen       | Danilo Di Luca   |
| 11     | 19 maj | Marostica – Zoldo Alto                  | górski                     | 150          | Paolo Savoldelli    | Ivan Basso       |
| 12     | 20 maj | Alleghe – Rovereto                      | górzysty                   | 178          | Alessandro Petacchi | Ivan Basso       |
| 13     | 21 maj | Mezzocorona – Urtijëi                   | górski                     | 218          | Iván Parra          | Paolo Savoldelli |
| 14     | 22 maj | Neumarkt – Livigno                      | górski                     | 210          | Iván Parra          | Paolo Savoldelli |
| 15     | 23 maj | Livigno – Lissone                       | płaski                     | 154          | Alessandro Petacchi | Paolo Savoldelli |
| 16     | 25 maj | Lissone – Varazze                       | płaski                     | 210          | Christophe Le Mével | Paolo Savoldelli |
| 17     | 26 maj | Varazze – Limone Piemonte               | górski                     | 194          | Ivan Basso          | Paolo Savoldelli |
| 18     | 27 maj | Chieri – Turyn                          | jazda indywidualna na czas | 34           | Ivan Basso          | Paolo Savoldelli |
| 19     | 28 maj | Savigliano – Sestriere                  | górski                     | 190          | José Rujano         | Paolo Savoldelli |
| 20     | 29 maj | Albese con Cassano – Mediolan           | płaski                     | 119          | Alessandro Petacchi | Paolo Savoldelli |

## Uczestnicy

### Drużyny
| ProTeams (20)- Lampre-Caffita - Bouygues Télécom - Cofidis-Le Crédit par Téléphone - Crédit Agricole - Davitamon-Lotto - Discovery Channel - Domina Vacanze-De Nardi - Euskaltel-Euskadi - Fassa Bortolo - La Française des jeux - Gerolsteiner - Illes Balears-Caisse d'Épargne - Liberty Seguros-Würth - Liquigas-Bianchi - Phonak Hearing Systems - Quick Step-Innergetic - Rabobank - Saunier Duval-Prodir - CSC - T-Mobile Professional continental teams (2)- Ceramica Panaria-Navigare - Colombia-Selle Italia |
| |

### Lista startowa
| Lampre-Caffita LAM | Lampre-Caffita LAM        | Lampre-Caffita LAM |
| ------------------ | ------------------------- | ------------------ |
| Nr                 | Kolarz                    | Miejsce            |
| 1                  | Damiano Cunego (ITA)      | 18.                |
| 2                  | Gilberto Simoni (ITA)     | 2.                 |
| 3                  | Paolo Fornaciari (ITA)    | 148.               |
| 4                  | Jewgienij Pietrow (RUS)   | 50.                |
| 5                  | Andrea Tonti (ITA)        | 55.                |
| 6                  | Marius Sabaliauskas (LTU) | 66.                |
| 7                  | Gorazd Štangelj (SLO)     | 67.                |
| 8                  | Sylwester Szmyd (POL)     | 64.                |
| 9                  | Patxi Vila (ESP)          | 22.                |

| Bouygues Telecom BTL | Bouygues Telecom BTL      | Bouygues Telecom BTL |
| -------------------- | ------------------------- | -------------------- |
| Nr                   | Kolarz                    | Miejsce              |
| 11                   | Walter Bénéteau (FRA)     | 105.                 |
| 12                   | Giovanni Bernaudeau (FRA) | 110.                 |
| 13                   | Olivier Bonnaire (FRA)    | 82.                  |
| 14                   | Mathieu Claude (FRA)      | 147.                 |
| 15                   | Christophe Kern (FRA)     | DNF                  |
| 16                   | Laurent Lefèvre (FRA)     | 35.                  |
| 17                   | Rony Martias (FRA)        | 141.                 |
| 18                   | Franck Rénier (FRA)       | 134.                 |
| 19                   | Didier Rous (FRA)         | DNF                  |

| Ceramica Panaria-Navigare PAN | Ceramica Panaria-Navigare PAN | Ceramica Panaria-Navigare PAN |
| ----------------------------- | ----------------------------- | ----------------------------- |
| Nr                            | Kolarz                        | Miejsce                       |
| 21                            | Emanuele Sella (ITA)          | 10.                           |
| 22                            | Luca Mazzanti (ITA)           | 39.                           |
| 23                            | Julio Alberto Pérez (MEX)     | 95.                           |
| 24                            | Paolo Tiralongo (ITA)         | 32.                           |
| 25                            | Paride Grillo (ITA)           | 143.                          |
| 26                            | Fredy González (COL)          | DNF                           |
| 27                            | Brett Lancaster (AUS)         | 112.                          |
| 28                            | Luis Felipe Laverde (COL)     | 44.                           |
| 29                            | Domenico Pozzovivo (ITA)      | DNF                           |

| Cofidis-Le Crédit par Téléphone COF | Cofidis-Le Crédit par Téléphone COF | Cofidis-Le Crédit par Téléphone COF |
| ----------------------------------- | ----------------------------------- | ----------------------------------- |
| Nr                                  | Kolarz                              | Miejsce                             |
| 31                                  | Daniel Atienza (ESP)                | 14.                                 |
| 32                                  | Leonardo Bertagnolli (ITA)          | DNF                                 |
| 33                                  | Dmitrij Fofonow (KAZ)               | 89.                                 |
| 34                                  | Nicolas Inaudi (FRA)                | DNF                                 |
| 35                                  | Thierry Marichal (BEL)              | 125.                                |
| 36                                  | Stuart O’Grady (AUS)                | DNF                                 |
| 37                                  | Guido Trentin (ITA)                 | 40.                                 |
| 38                                  | Cédric Vasseur (FRA)                | 54.                                 |
| 39                                  | Matthew White (AUS)                 | 117.                                |

| Colombia-Selle Italia CLM | Colombia-Selle Italia CLM | Colombia-Selle Italia CLM |
| ------------------------- | ------------------------- | ------------------------- |
| Nr                        | Kolarz                    | Miejsce                   |
| 41                        | Iván Parra (COL)          | 20.                       |
| 42                        | Marlon Pérez Arango (COL) | DNF                       |
| 43                        | José Rujano (VEN)         | 3.                        |
| 44                        | Raffaele Illiano (ITA)    | 86.                       |
| 45                        | Moreno Di Biase (ITA)     | DNF                       |
| 46                        | Leonardo Scarselli (ITA)  | 116.                      |
| 47                        | Philippe Schnyder (SUI)   | 149.                      |
| 48                        | Russell Van Hout (AUS)    | 153.                      |
| 49                        | Trent Wilson (AUS)        | 151.                      |

| Crédit Agricole C.A | Crédit Agricole C.A       | Crédit Agricole C.A |
| ------------------- | ------------------------- | ------------------- |
| Nr                  | Kolarz                    | Miejsce             |
| 51                  | Francesco Bellotti (ITA)  | 36.                 |
| 52                  | Pietro Caucchioli (ITA)   | 8.                  |
| 53                  | Julian Dean (NZL)         | DNF                 |
| 54                  | Jaan Kirsipuu (EST)       | DNF                 |
| 55                  | Christophe Le Mével (FRA) | 26.                 |
| 56                  | Dmitrij Murawjow (KAZ)    | 92.                 |
| 57                  | Yannick Talabardon (FRA)  | 78.                 |
| 58                  | Bradley Wiggins (GBR)     | 123.                |
| 59                  | Patrice Halgand (FRA)     | 23.                 |

| Davitamon-Lotto DVL | Davitamon-Lotto DVL     | Davitamon-Lotto DVL |
| ------------------- | ----------------------- | ------------------- |
| Nr                  | Kolarz                  | Miejsce             |
| 61                  | Mauricio Ardila (COL)   | 27.                 |
| 62                  | Christophe Brandt (BEL) | 33.                 |
| 63                  | Nick Gates (AUS)        | DNF                 |
| 64                  | Björn Leukemans (BEL)   | 106.                |
| 65                  | Robbie McEwen (AUS)     | DNF                 |
| 66                  | Tom Steels (BEL)        | DNF                 |
| 67                  | Wim Van Huffel (BEL)    | 11.                 |
| 68                  | Aart Vierhouten (NED)   | DNF                 |
| 69                  | Henk Vogels (AUS)       | 136.                |

| Discovery Channel DSC | Discovery Channel DSC  | Discovery Channel DSC |
| --------------------- | ---------------------- | --------------------- |
| Nr                    | Kolarz                 | Miejsce               |
| 71                    | Paolo Savoldelli (ITA) | 1.                    |
| 72                    | Michael Barry (CAN)    | 101.                  |
| 73                    | Wołodymyr Biłeka (UKR) | 91.                   |
| 74                    | Antonio Cruz (USA)     | 129.                  |
| 75                    | Tom Danielson (USA)    | DNF                   |
| 76                    | Ryder Hesjedal (CAN)   | DNF                   |
| 77                    | Benoît Joachim (LUX)   | 107.                  |
| 78                    | Jason McCartney (USA)  | 138.                  |
| 79                    | Pavel Padrnos (CZE)    | 60.                   |

| Domina Vacanze-De Nardi DOM | Domina Vacanze-De Nardi DOM | Domina Vacanze-De Nardi DOM |
| --------------------------- | --------------------------- | --------------------------- |
| Nr                          | Kolarz                      | Miejsce                     |
| 81                          | Serhij Honczar (UKR)        | 6.                          |
| 82                          | Wladimir Belli (ITA)        | 24.                         |
| 83                          | Simone Cadamuro (ITA)       | DNF                         |
| 84                          | Mirko Celestino (ITA)       | 34.                         |
| 85                          | Marco Fertonani (ITA)       | DNF                         |
| 86                          | Ruslan Ivanov (MDA)         | 70.                         |
| 87                          | Mirco Lorenzetto (ITA)      | 109.                        |
| 88                          | Ivan Quaranta (ITA)         | DNF                         |
| 89                          | Alessandro Vanotti (ITA)    | 74.                         |

| Euskaltel-Euskadi EUS | Euskaltel-Euskadi EUS         | Euskaltel-Euskadi EUS |
| --------------------- | ----------------------------- | --------------------- |
| Nr                    | Kolarz                        | Miejsce               |
| 91                    | Unai Etxebarria (VEN)         | 145.                  |
| 92                    | Aitor González (ESP)          | DNF                   |
| 93                    | Roberto Laiseka (ESP)         | 52.                   |
| 94                    | Alberto López de Munain (ESP) | DNF                   |
| 95                    | David López García (ESP)      | DNF                   |
| 96                    | Gorka Verdugo (ESP)           | 68.                   |
| 97                    | Haimar Zubeldia (ESP)         | 49.                   |
| 98                    | Igor Antón (ESP)              | 83.                   |
| 99                    | Samuel Sánchez (ESP)          | 17.                   |

| Fassa Bortolo FAS | Fassa Bortolo FAS         | Fassa Bortolo FAS |
| ----------------- | ------------------------- | ----------------- |
| Nr                | Kolarz                    | Miejsce           |
| 101               | Alessandro Petacchi (ITA) | 100.              |
| 102               | Fabio Baldato (ITA)       | 130.              |
| 103               | Marzio Bruseghin (ITA)    | 9.                |
| 104               | Massimo Codol (ITA)       | 119.              |
| 105               | Wołodymyr Hustow (UKR)    | 93.               |
| 106               | Alberto Ongarato (ITA)    | 99.               |
| 107               | Fabio Sacchi (ITA)        | 96.               |
| 108               | Matteo Tosatto (ITA)      | 122.              |
| 109               | Marco Velo (ITA)          | 103.              |

| La Française des jeux FDJ | La Française des jeux FDJ  | La Française des jeux FDJ |
| ------------------------- | -------------------------- | ------------------------- |
| Nr                        | Kolarz                     | Miejsce                   |
| 111                       | Carlos Da Cruz (FRA)       | 72.                       |
| 112                       | Christophe Detilloux (BEL) | DNF                       |
| 113                       | Freddy Bichot (FRA)        | DNF                       |
| 114                       | Cyrille Monnerais (FRA)    | 71.                       |
| 115                       | Lilian Jégou (FRA)         | 98.                       |
| 116                       | Mark Renshaw (AUS)         | 144.                      |
| 117                       | Baden Cooke (AUS)          | DNF                       |
| 118                       | Sandy Casar (FRA)          | 81.                       |
| 119                       | Matthew Wilson (AUS)       | 146.                      |

| Gerolsteiner GST | Gerolsteiner GST      | Gerolsteiner GST |
| ---------------- | --------------------- | ---------------- |
| Nr               | Kolarz                | Miejsce          |
| 121              | Robert Förster (GER)  | 137.             |
| 122              | Markus Fothen (GER)   | 12.              |
| 123              | Frank Høj (DEN)       | 152.             |
| 124              | Andrea Moletta (ITA)  | 118.             |
| 125              | Sven Montgomery (SUI) | 59.              |
| 126              | Volker Ordowski (GER) | DNF              |
| 127              | Sven Krauß (GER)      | 132.             |
| 128              | Marcel Strauss (SUI)  | 102.             |
| 129              | Thomas Ziegler (GER)  | DNF              |

| Illes Balears IBA | Illes Balears IBA        | Illes Balears IBA |
| ----------------- | ------------------------ | ----------------- |
| Nr                | Kolarz                   | Miejsce           |
| 131               | José Luis Carrasco (ESP) | 90.               |
| 132               | Sergi Escobar (ESP)      | DNF               |
| 133               | Isaac Gálvez (ESP)       | 131.              |
| 134               | Joan Horrach (ESP)       | 37.               |
| 135               | Władimir Karpiec (RUS)   | 7.                |
| 136               | David Navas (ESP)        | DNF               |
| 137               | Unai Osa (ESP)           | 16.               |
| 138               | Vicente Reynès (ESP)     | DNF               |
| 139               | Antonio Tauler (ESP)     | 126.              |

| Liberty Seguros-Würth LSW | Liberty Seguros-Würth LSW | Liberty Seguros-Würth LSW |
| ------------------------- | ------------------------- | ------------------------- |
| Nr                        | Kolarz                    | Miejsce                   |
| 141                       | René Andrle (CZE)         | 62.                       |
| 142                       | Dariusz Baranowski (POL)  | 57.                       |
| 143                       | Joseba Beloki (ESP)       | DNF                       |
| 144                       | Giampaolo Caruso (ITA)    | 19.                       |
| 145                       | Koldo Gil (ESP)           | DNF                       |
| 146                       | Jan Hruška (CZE)          | 61.                       |
| 147                       | Javier Ramírez (ESP)      | 65.                       |
| 148                       | Michele Scarponi (ITA)    | 47.                       |

| Liquigas-Bianchi LIQ | Liquigas-Bianchi LIQ      | Liquigas-Bianchi LIQ |
| -------------------- | ------------------------- | -------------------- |
| Nr                   | Kolarz                    | Miejsce              |
| 151                  | Danilo Di Luca (ITA)      | 4.                   |
| 152                  | Dario Andriotto (ITA)     | 97.                  |
| 153                  | Dario Cioni (ITA)         | 13.                  |
| 154                  | Patrick Calcagni (SUI)    | DNF                  |
| 155                  | Stefano Garzelli (ITA)    | DNF                  |
| 156                  | Vladimir Miholjević (CRO) | 31.                  |
| 157                  | Marco Milesi (ITA)        | 124.                 |
| 158                  | Andrea Noé (ITA)          | 45.                  |
| 159                  | Charles Wegelius (GBR)    | 46.                  |

| Phonak Hearing Systems PHO | Phonak Hearing Systems PHO   | Phonak Hearing Systems PHO |
| -------------------------- | ---------------------------- | -------------------------- |
| Nr                         | Kolarz                       | Miejsce                    |
| 161                        | Aurélien Clerc (SUI)         | 150.                       |
| 162                        | José Ignacio Gutiérrez (ESP) | 133.                       |
| 163                        | Uroš Murn (SLO)              | 94.                        |
| 164                        | Grégory Rast (SUI)           | 120.                       |
| 165                        | Daniel Schnider (SUI)        | 76.                        |
| 166                        | Johann Tschopp (SUI)         | 41.                        |
| 167                        | Sascha Urweider (SUI)        | 139.                       |
| 168                        | Tadej Valjavec (SLO)         | 15.                        |
| 169                        | Steve Zampieri (SUI)         | 30.                        |

| Quick Step-Innergetic QSI | Quick Step-Innergetic QSI  | Quick Step-Innergetic QSI |
| ------------------------- | -------------------------- | ------------------------- |
| Nr                        | Kolarz                     | Miejsce                   |
| 171                       | Paolo Bettini (ITA)        | 38.                       |
| 172                       | Davide Bramati (ITA)       | 127.                      |
| 173                       | Mads Christensen (DEN)     | 142.                      |
| 174                       | Addy Engels (NED)          | 69.                       |
| 175                       | José Antonio Garrido (ESP) | 121.                      |
| 176                       | Cristian Moreni (ITA)      | 53.                       |
| 177                       | Nick Nuyens (BEL)          | DNF                       |
| 178                       | Filippo Pozzato (ITA)      | 84.                       |
| 179                       | Stefano Zanini (ITA)       | 111.                      |

| Rabobank RAB | Rabobank RAB              | Rabobank RAB |
| ------------ | ------------------------- | ------------ |
| Nr           | Kolarz                    | Miejsce      |
| 181          | Thomas Dekker (NED)       | 75.          |
| 182          | Theo Eltink (NED)         | 29.          |
| 183          | Aleksandr Kołobniew (RUS) | 21.          |
| 184          | Grischa Niermann (GER)    | 51.          |
| 185          | Michael Rasmussen (DEN)   | DNF          |
| 186          | Roy Sentjens (BEL)        | 135.         |
| 187          | Rory Sutherland (AUS)     | 108.         |
| 188          | Thorwald Veneberg (NED)   | DNF          |
| 189          | Steven De Jongh (NED)     | DNF          |

| Saunier Duval-Prodir SDV | Saunier Duval-Prodir SDV | Saunier Duval-Prodir SDV |
| ------------------------ | ------------------------ | ------------------------ |
| Nr                       | Kolarz                   | Miejsce                  |
| 191                      | Juan Manuel Gárate (ESP) | 5.                       |
| 192                      | Ángel Gómez (ESP)        | 79.                      |
| 193                      | Rubén Lobato (ESP)       | 43.                      |
| 194                      | Manuele Mori (ITA)       | 85.                      |
| 195                      | Marco Pinotti (ITA)      | 48.                      |
| 196                      | Juan José Cobo (ESP)     | DNF                      |
| 197                      | Joaquim Rodríguez (ESP)  | 80.                      |
| 198                      | Francisco Ventoso (ESP)  | DNF                      |
| 199                      | Oliver Zaugg (SUI)       | DNF                      |

| CSC | CSC                         | CSC     |
| --- | --------------------------- | ------- |
| Nr  | Kolarz                      | Miejsce |
| 201 | Ivan Basso (ITA)            | 28.     |
| 202 | Andrea Peron (ITA)          | 77.     |
| 203 | Fränk Schleck (LUX)         | 42.     |
| 204 | Peter Luttenberger (AUT)    | 87.     |
| 205 | Giovanni Lombardi (ITA)     | 88.     |
| 206 | Michael Blaudzun (DEN)      | 73.     |
| 207 | David Zabriskie (USA)       | 104.    |
| 208 | Christian Vande Velde (USA) | 114.    |
| 209 | Brian Vandborg (DEN)        | 140.    |

| T-Mobile TMO | T-Mobile TMO           | T-Mobile TMO |
| ------------ | ---------------------- | ------------ |
| Nr           | Kolarz                 | Miejsce      |
| 211          | Eric Baumann (GER)     | 128.         |
| 212          | Matthias Kessler (GER) | 25.          |
| 213          | André Korff (GER)      | 113.         |
| 214          | Daniele Nardello (ITA) | DNF          |
| 215          | Olaf Pollack (GER)     | DNF          |
| 216          | Jan Schaffrath (GER)   | 56.          |
| 217          | Bram Schmitz (NED)     | 115.         |
| 218          | Christian Werner (GER) | 58.          |
| 219          | Erik Zabel (GER)       | 63.          |

| Lampre-Caffita LAM | Lampre-Caffita LAM        | Lampre-Caffita LAM |
| ------------------ | ------------------------- | ------------------ |
| Nr                 | Kolarz                    | Miejsce            |
| 1                  | Damiano Cunego (ITA)      | 18.                |
| 2                  | Gilberto Simoni (ITA)     | 2.                 |
| 3                  | Paolo Fornaciari (ITA)    | 148.               |
| 4                  | Jewgienij Pietrow (RUS)   | 50.                |
| 5                  | Andrea Tonti (ITA)        | 55.                |
| 6                  | Marius Sabaliauskas (LTU) | 66.                |
| 7                  | Gorazd Štangelj (SLO)     | 67.                |
| 8                  | Sylwester Szmyd (POL)     | 64.                |
| 9                  | Patxi Vila (ESP)          | 22.                |

| Bouygues Telecom BTL | Bouygues Telecom BTL      | Bouygues Telecom BTL |
| -------------------- | ------------------------- | -------------------- |
| Nr                   | Kolarz                    | Miejsce              |
| 11                   | Walter Bénéteau (FRA)     | 105.                 |
| 12                   | Giovanni Bernaudeau (FRA) | 110.                 |
| 13                   | Olivier Bonnaire (FRA)    | 82.                  |
| 14                   | Mathieu Claude (FRA)      | 147.                 |
| 15                   | Christophe Kern (FRA)     | DNF                  |
| 16                   | Laurent Lefèvre (FRA)     | 35.                  |
| 17                   | Rony Martias (FRA)        | 141.                 |
| 18                   | Franck Rénier (FRA)       | 134.                 |
| 19                   | Didier Rous (FRA)         | DNF                  |

| Ceramica Panaria-Navigare PAN | Ceramica Panaria-Navigare PAN | Ceramica Panaria-Navigare PAN |
| ----------------------------- | ----------------------------- | ----------------------------- |
| Nr                            | Kolarz                        | Miejsce                       |
| 21                            | Emanuele Sella (ITA)          | 10.                           |
| 22                            | Luca Mazzanti (ITA)           | 39.                           |
| 23                            | Julio Alberto Pérez (MEX)     | 95.                           |
| 24                            | Paolo Tiralongo (ITA)         | 32.                           |
| 25                            | Paride Grillo (ITA)           | 143.                          |
| 26                            | Fredy González (COL)          | DNF                           |
| 27                            | Brett Lancaster (AUS)         | 112.                          |
| 28                            | Luis Felipe Laverde (COL)     | 44.                           |
| 29                            | Domenico Pozzovivo (ITA)      | DNF                           |

| Cofidis-Le Crédit par Téléphone COF | Cofidis-Le Crédit par Téléphone COF | Cofidis-Le Crédit par Téléphone COF |
| ----------------------------------- | ----------------------------------- | ----------------------------------- |
| Nr                                  | Kolarz                              | Miejsce                             |
| 31                                  | Daniel Atienza (ESP)                | 14.                                 |
| 32                                  | Leonardo Bertagnolli (ITA)          | DNF                                 |
| 33                                  | Dmitrij Fofonow (KAZ)               | 89.                                 |
| 34                                  | Nicolas Inaudi (FRA)                | DNF                                 |
| 35                                  | Thierry Marichal (BEL)              | 125.                                |
| 36                                  | Stuart O’Grady (AUS)                | DNF                                 |
| 37                                  | Guido Trentin (ITA)                 | 40.                                 |
| 38                                  | Cédric Vasseur (FRA)                | 54.                                 |
| 39                                  | Matthew White (AUS)                 | 117.                                |

| Colombia-Selle Italia CLM | Colombia-Selle Italia CLM | Colombia-Selle Italia CLM |
| ------------------------- | ------------------------- | ------------------------- |
| Nr                        | Kolarz                    | Miejsce                   |
| 41                        | Iván Parra (COL)          | 20.                       |
| 42                        | Marlon Pérez Arango (COL) | DNF                       |
| 43                        | José Rujano (VEN)         | 3.                        |
| 44                        | Raffaele Illiano (ITA)    | 86.                       |
| 45                        | Moreno Di Biase (ITA)     | DNF                       |
| 46                        | Leonardo Scarselli (ITA)  | 116.                      |
| 47                        | Philippe Schnyder (SUI)   | 149.                      |
| 48                        | Russell Van Hout (AUS)    | 153.                      |
| 49                        | Trent Wilson (AUS)        | 151.                      |

| Crédit Agricole C.A | Crédit Agricole C.A       | Crédit Agricole C.A |
| ------------------- | ------------------------- | ------------------- |
| Nr                  | Kolarz                    | Miejsce             |
| 51                  | Francesco Bellotti (ITA)  | 36.                 |
| 52                  | Pietro Caucchioli (ITA)   | 8.                  |
| 53                  | Julian Dean (NZL)         | DNF                 |
| 54                  | Jaan Kirsipuu (EST)       | DNF                 |
| 55                  | Christophe Le Mével (FRA) | 26.                 |
| 56                  | Dmitrij Murawjow (KAZ)    | 92.                 |
| 57                  | Yannick Talabardon (FRA)  | 78.                 |
| 58                  | Bradley Wiggins (GBR)     | 123.                |
| 59                  | Patrice Halgand (FRA)     | 23.                 |

| Davitamon-Lotto DVL | Davitamon-Lotto DVL     | Davitamon-Lotto DVL |
| ------------------- | ----------------------- | ------------------- |
| Nr                  | Kolarz                  | Miejsce             |
| 61                  | Mauricio Ardila (COL)   | 27.                 |
| 62                  | Christophe Brandt (BEL) | 33.                 |
| 63                  | Nick Gates (AUS)        | DNF                 |
| 64                  | Björn Leukemans (BEL)   | 106.                |
| 65                  | Robbie McEwen (AUS)     | DNF                 |
| 66                  | Tom Steels (BEL)        | DNF                 |
| 67                  | Wim Van Huffel (BEL)    | 11.                 |
| 68                  | Aart Vierhouten (NED)   | DNF                 |
| 69                  | Henk Vogels (AUS)       | 136.                |

| Discovery Channel DSC | Discovery Channel DSC  | Discovery Channel DSC |
| --------------------- | ---------------------- | --------------------- |
| Nr                    | Kolarz                 | Miejsce               |
| 71                    | Paolo Savoldelli (ITA) | 1.                    |
| 72                    | Michael Barry (CAN)    | 101.                  |
| 73                    | Wołodymyr Biłeka (UKR) | 91.                   |
| 74                    | Antonio Cruz (USA)     | 129.                  |
| 75                    | Tom Danielson (USA)    | DNF                   |
| 76                    | Ryder Hesjedal (CAN)   | DNF                   |
| 77                    | Benoît Joachim (LUX)   | 107.                  |
| 78                    | Jason McCartney (USA)  | 138.                  |
| 79                    | Pavel Padrnos (CZE)    | 60.                   |

| Domina Vacanze-De Nardi DOM | Domina Vacanze-De Nardi DOM | Domina Vacanze-De Nardi DOM |
| --------------------------- | --------------------------- | --------------------------- |
| Nr                          | Kolarz                      | Miejsce                     |
| 81                          | Serhij Honczar (UKR)        | 6.                          |
| 82                          | Wladimir Belli (ITA)        | 24.                         |
| 83                          | Simone Cadamuro (ITA)       | DNF                         |
| 84                          | Mirko Celestino (ITA)       | 34.                         |
| 85                          | Marco Fertonani (ITA)       | DNF                         |
| 86                          | Ruslan Ivanov (MDA)         | 70.                         |
| 87                          | Mirco Lorenzetto (ITA)      | 109.                        |
| 88                          | Ivan Quaranta (ITA)         | DNF                         |
| 89                          | Alessandro Vanotti (ITA)    | 74.                         |

| Euskaltel-Euskadi EUS | Euskaltel-Euskadi EUS         | Euskaltel-Euskadi EUS |
| --------------------- | ----------------------------- | --------------------- |
| Nr                    | Kolarz                        | Miejsce               |
| 91                    | Unai Etxebarria (VEN)         | 145.                  |
| 92                    | Aitor González (ESP)          | DNF                   |
| 93                    | Roberto Laiseka (ESP)         | 52.                   |
| 94                    | Alberto López de Munain (ESP) | DNF                   |
| 95                    | David López García (ESP)      | DNF                   |
| 96                    | Gorka Verdugo (ESP)           | 68.                   |
| 97                    | Haimar Zubeldia (ESP)         | 49.                   |
| 98                    | Igor Antón (ESP)              | 83.                   |
| 99                    | Samuel Sánchez (ESP)          | 17.                   |

| Fassa Bortolo FAS | Fassa Bortolo FAS         | Fassa Bortolo FAS |
| ----------------- | ------------------------- | ----------------- |
| Nr                | Kolarz                    | Miejsce           |
| 101               | Alessandro Petacchi (ITA) | 100.              |
| 102               | Fabio Baldato (ITA)       | 130.              |
| 103               | Marzio Bruseghin (ITA)    | 9.                |
| 104               | Massimo Codol (ITA)       | 119.              |
| 105               | Wołodymyr Hustow (UKR)    | 93.               |
| 106               | Alberto Ongarato (ITA)    | 99.               |
| 107               | Fabio Sacchi (ITA)        | 96.               |
| 108               | Matteo Tosatto (ITA)      | 122.              |
| 109               | Marco Velo (ITA)          | 103.              |

| La Française des jeux FDJ | La Française des jeux FDJ  | La Française des jeux FDJ |
| ------------------------- | -------------------------- | ------------------------- |
| Nr                        | Kolarz                     | Miejsce                   |
| 111                       | Carlos Da Cruz (FRA)       | 72.                       |
| 112                       | Christophe Detilloux (BEL) | DNF                       |
| 113                       | Freddy Bichot (FRA)        | DNF                       |
| 114                       | Cyrille Monnerais (FRA)    | 71.                       |
| 115                       | Lilian Jégou (FRA)         | 98.                       |
| 116                       | Mark Renshaw (AUS)         | 144.                      |
| 117                       | Baden Cooke (AUS)          | DNF                       |
| 118                       | Sandy Casar (FRA)          | 81.                       |
| 119                       | Matthew Wilson (AUS)       | 146.                      |

| Gerolsteiner GST | Gerolsteiner GST      | Gerolsteiner GST |
| ---------------- | --------------------- | ---------------- |
| Nr               | Kolarz                | Miejsce          |
| 121              | Robert Förster (GER)  | 137.             |
| 122              | Markus Fothen (GER)   | 12.              |
| 123              | Frank Høj (DEN)       | 152.             |
| 124              | Andrea Moletta (ITA)  | 118.             |
| 125              | Sven Montgomery (SUI) | 59.              |
| 126              | Volker Ordowski (GER) | DNF              |
| 127              | Sven Krauß (GER)      | 132.             |
| 128              | Marcel Strauss (SUI)  | 102.             |
| 129              | Thomas Ziegler (GER)  | DNF              |

| Illes Balears IBA | Illes Balears IBA        | Illes Balears IBA |
| ----------------- | ------------------------ | ----------------- |
| Nr                | Kolarz                   | Miejsce           |
| 131               | José Luis Carrasco (ESP) | 90.               |
| 132               | Sergi Escobar (ESP)      | DNF               |
| 133               | Isaac Gálvez (ESP)       | 131.              |
| 134               | Joan Horrach (ESP)       | 37.               |
| 135               | Władimir Karpiec (RUS)   | 7.                |
| 136               | David Navas (ESP)        | DNF               |
| 137               | Unai Osa (ESP)           | 16.               |
| 138               | Vicente Reynès (ESP)     | DNF               |
| 139               | Antonio Tauler (ESP)     | 126.              |

| Liberty Seguros-Würth LSW | Liberty Seguros-Würth LSW | Liberty Seguros-Würth LSW |
| ------------------------- | ------------------------- | ------------------------- |
| Nr                        | Kolarz                    | Miejsce                   |
| 141                       | René Andrle (CZE)         | 62.                       |
| 142                       | Dariusz Baranowski (POL)  | 57.                       |
| 143                       | Joseba Beloki (ESP)       | DNF                       |
| 144                       | Giampaolo Caruso (ITA)    | 19.                       |
| 145                       | Koldo Gil (ESP)           | DNF                       |
| 146                       | Jan Hruška (CZE)          | 61.                       |
| 147                       | Javier Ramírez (ESP)      | 65.                       |
| 148                       | Michele Scarponi (ITA)    | 47.                       |

| Liquigas-Bianchi LIQ | Liquigas-Bianchi LIQ      | Liquigas-Bianchi LIQ |
| -------------------- | ------------------------- | -------------------- |
| Nr                   | Kolarz                    | Miejsce              |
| 151                  | Danilo Di Luca (ITA)      | 4.                   |
| 152                  | Dario Andriotto (ITA)     | 97.                  |
| 153                  | Dario Cioni (ITA)         | 13.                  |
| 154                  | Patrick Calcagni (SUI)    | DNF                  |
| 155                  | Stefano Garzelli (ITA)    | DNF                  |
| 156                  | Vladimir Miholjević (CRO) | 31.                  |
| 157                  | Marco Milesi (ITA)        | 124.                 |
| 158                  | Andrea Noé (ITA)          | 45.                  |
| 159                  | Charles Wegelius (GBR)    | 46.                  |

| Phonak Hearing Systems PHO | Phonak Hearing Systems PHO   | Phonak Hearing Systems PHO |
| -------------------------- | ---------------------------- | -------------------------- |
| Nr                         | Kolarz                       | Miejsce                    |
| 161                        | Aurélien Clerc (SUI)         | 150.                       |
| 162                        | José Ignacio Gutiérrez (ESP) | 133.                       |
| 163                        | Uroš Murn (SLO)              | 94.                        |
| 164                        | Grégory Rast (SUI)           | 120.                       |
| 165                        | Daniel Schnider (SUI)        | 76.                        |
| 166                        | Johann Tschopp (SUI)         | 41.                        |
| 167                        | Sascha Urweider (SUI)        | 139.                       |
| 168                        | Tadej Valjavec (SLO)         | 15.                        |
| 169                        | Steve Zampieri (SUI)         | 30.                        |

| Quick Step-Innergetic QSI | Quick Step-Innergetic QSI  | Quick Step-Innergetic QSI |
| ------------------------- | -------------------------- | ------------------------- |
| Nr                        | Kolarz                     | Miejsce                   |
| 171                       | Paolo Bettini (ITA)        | 38.                       |
| 172                       | Davide Bramati (ITA)       | 127.                      |
| 173                       | Mads Christensen (DEN)     | 142.                      |
| 174                       | Addy Engels (NED)          | 69.                       |
| 175                       | José Antonio Garrido (ESP) | 121.                      |
| 176                       | Cristian Moreni (ITA)      | 53.                       |
| 177                       | Nick Nuyens (BEL)          | DNF                       |
| 178                       | Filippo Pozzato (ITA)      | 84.                       |
| 179                       | Stefano Zanini (ITA)       | 111.                      |

| Rabobank RAB | Rabobank RAB              | Rabobank RAB |
| ------------ | ------------------------- | ------------ |
| Nr           | Kolarz                    | Miejsce      |
| 181          | Thomas Dekker (NED)       | 75.          |
| 182          | Theo Eltink (NED)         | 29.          |
| 183          | Aleksandr Kołobniew (RUS) | 21.          |
| 184          | Grischa Niermann (GER)    | 51.          |
| 185          | Michael Rasmussen (DEN)   | DNF          |
| 186          | Roy Sentjens (BEL)        | 135.         |
| 187          | Rory Sutherland (AUS)     | 108.         |
| 188          | Thorwald Veneberg (NED)   | DNF          |
| 189          | Steven De Jongh (NED)     | DNF          |

| Saunier Duval-Prodir SDV | Saunier Duval-Prodir SDV | Saunier Duval-Prodir SDV |
| ------------------------ | ------------------------ | ------------------------ |
| Nr                       | Kolarz                   | Miejsce                  |
| 191                      | Juan Manuel Gárate (ESP) | 5.                       |
| 192                      | Ángel Gómez (ESP)        | 79.                      |
| 193                      | Rubén Lobato (ESP)       | 43.                      |
| 194                      | Manuele Mori (ITA)       | 85.                      |
| 195                      | Marco Pinotti (ITA)      | 48.                      |
| 196                      | Juan José Cobo (ESP)     | DNF                      |
| 197                      | Joaquim Rodríguez (ESP)  | 80.                      |
| 198                      | Francisco Ventoso (ESP)  | DNF                      |
| 199                      | Oliver Zaugg (SUI)       | DNF                      |

| CSC | CSC                         | CSC     |
| --- | --------------------------- | ------- |
| Nr  | Kolarz                      | Miejsce |
| 201 | Ivan Basso (ITA)            | 28.     |
| 202 | Andrea Peron (ITA)          | 77.     |
| 203 | Fränk Schleck (LUX)         | 42.     |
| 204 | Peter Luttenberger (AUT)    | 87.     |
| 205 | Giovanni Lombardi (ITA)     | 88.     |
| 206 | Michael Blaudzun (DEN)      | 73.     |
| 207 | David Zabriskie (USA)       | 104.    |
| 208 | Christian Vande Velde (USA) | 114.    |
| 209 | Brian Vandborg (DEN)        | 140.    |

| T-Mobile TMO | T-Mobile TMO           | T-Mobile TMO |
| ------------ | ---------------------- | ------------ |
| Nr           | Kolarz                 | Miejsce      |
| 211          | Eric Baumann (GER)     | 128.         |
| 212          | Matthias Kessler (GER) | 25.          |
| 213          | André Korff (GER)      | 113.         |
| 214          | Daniele Nardello (ITA) | DNF          |
| 215          | Olaf Pollack (GER)     | DNF          |
| 216          | Jan Schaffrath (GER)   | 56.          |
| 217          | Bram Schmitz (NED)     | 115.         |
| 218          | Christian Werner (GER) | 58.          |
| 219          | Erik Zabel (GER)       | 63.          |

Legenda: DNF – nie ukończył etapu, OTL – przekroczył limit czasu, DNS – nie wystartował do etapu, DSQ – zdyskwalifikowany. Numer przy skrócie oznacza etap, na którym kolarz opuścił wyścig.

## Klasyfikacje

### Klasyfikacja generalna
| \| Klasyfikacja generalna \| Klasyfikacja generalna \| Klasyfikacja generalna \| Klasyfikacja generalna \| Klasyfikacja generalna \| \| Kolarz \| Kolarz \| Państwo \| Drużyna \| Czas \| \| ---------------------- \| ---------------------- \| ---------------------- \| ------------------------------- \| ---------------------- \| \| 1. \| Paolo Savoldelli \| Włochy \| Discovery Channel \| 91h 25' 51" \| \| 2. \| Gilberto Simoni \| Włochy \| Lampre-Caffita \| + 28" \| \| 3. \| José Rujano \| Wenezuela \| Colombia-Selle Italia \| + 45" \| \| 4. \| Danilo Di Luca \| Włochy \| Liquigas-Bianchi \| + 2' 42" \| \| 5. \| Juan Manuel Gárate \| Hiszpania \| Saunier Duval-Prodir \| + 3' 11" \| \| 6. \| Serhij Honczar \| Ukraina \| Domina Vacanze-De Nardi \| + 4' 22" \| \| 7. \| Władimir Karpiec \| Rosja \| Illes Balears \| + 11' 15" \| \| 8. \| Pietro Caucchioli \| Włochy \| Crédit Agricole \| + 11' 38" \| \| 9. \| Marzio Bruseghin \| Włochy \| Fassa Bortolo \| + 11' 40" \| \| 10. \| Emanuele Sella \| Włochy \| Ceramica Panaria-Navigare \| + 12' 33" \| \| 11. \| Wim Van Huffel \| Belgia \| Davitamon-Lotto \| + 13' 49" \| \| 12. \| Markus Fothen \| Niemcy \| Gerolsteiner \| + 14' 42" \| \| 13. \| Dario Cioni \| Włochy \| Liquigas-Bianchi \| + 15' 26" \| \| 14. \| Daniel Atienza \| Hiszpania \| Cofidis-Le Crédit par Téléphone \| + 15' 52" \| \| 15. \| Tadej Valjavec \| Słowenia \| Phonak Hearing Systems \| + 19' 22" \| \| 16. \| Unai Osa \| Hiszpania \| Illes Balears \| + 20' 46" \| \| 17. \| Samuel Sánchez \| Hiszpania \| Euskaltel-Euskadi \| + 21' 55" \| \| 18. \| Damiano Cunego \| Włochy \| Lampre-Caffita \| + 24' 05" \| \| 19. \| Giampaolo Caruso \| Włochy \| Liberty Seguros-Würth \| + 24' 29" \| \| 20. \| Iván Parra \| Kolumbia \| Colombia-Selle Italia \| + 25' 37" \| \| 21. \| Aleksandr Kołobniew \| Rosja \| Rabobank \| + 34' 50" \| \| 22. \| Patxi Vila \| Hiszpania \| Lampre-Caffita \| + 38' 17" \| \| 23. \| Patrice Halgand \| Francja \| Crédit Agricole \| + 44' 55" \| \| 24. \| Wladimir Belli \| Włochy \| Domina Vacanze-De Nardi \| + 46' 19" \| \| 25. \| Matthias Kessler \| Niemcy \| T-Mobile \| + 50' 49" \| |                     |           |                                 |             |
| |                     |           |                                 |             |
| Źródło: ProCyclingStats |                     |           |                                 |             |
| Klasyfikacja generalna |                     |           |                                 |             |
| Kolarz | Kolarz              | Państwo   | Drużyna                         | Czas        |
| 1. | Paolo Savoldelli    | Włochy    | Discovery Channel               | 91h 25' 51" |
| 2. | Gilberto Simoni     | Włochy    | Lampre-Caffita                  | + 28"       |
| 3. | José Rujano         | Wenezuela | Colombia-Selle Italia           | + 45"       |
| 4. | Danilo Di Luca      | Włochy    | Liquigas-Bianchi                | + 2' 42"    |
| 5. | Juan Manuel Gárate  | Hiszpania | Saunier Duval-Prodir            | + 3' 11"    |
| 6. | Serhij Honczar      | Ukraina   | Domina Vacanze-De Nardi         | + 4' 22"    |
| 7. | Władimir Karpiec    | Rosja     | Illes Balears                   | + 11' 15"   |
| 8. | Pietro Caucchioli   | Włochy    | Crédit Agricole                 | + 11' 38"   |
| 9. | Marzio Bruseghin    | Włochy    | Fassa Bortolo                   | + 11' 40"   |
| 10. | Emanuele Sella      | Włochy    | Ceramica Panaria-Navigare       | + 12' 33"   |
| 11. | Wim Van Huffel      | Belgia    | Davitamon-Lotto                 | + 13' 49"   |
| 12. | Markus Fothen       | Niemcy    | Gerolsteiner                    | + 14' 42"   |
| 13. | Dario Cioni         | Włochy    | Liquigas-Bianchi                | + 15' 26"   |
| 14. | Daniel Atienza      | Hiszpania | Cofidis-Le Crédit par Téléphone | + 15' 52"   |
| 15. | Tadej Valjavec      | Słowenia  | Phonak Hearing Systems          | + 19' 22"   |
| 16. | Unai Osa            | Hiszpania | Illes Balears                   | + 20' 46"   |
| 17. | Samuel Sánchez      | Hiszpania | Euskaltel-Euskadi               | + 21' 55"   |
| 18. | Damiano Cunego      | Włochy    | Lampre-Caffita                  | + 24' 05"   |
| 19. | Giampaolo Caruso    | Włochy    | Liberty Seguros-Würth           | + 24' 29"   |
| 20. | Iván Parra          | Kolumbia  | Colombia-Selle Italia           | + 25' 37"   |
| 21. | Aleksandr Kołobniew | Rosja     | Rabobank                        | + 34' 50"   |
| 22. | Patxi Vila          | Hiszpania | Lampre-Caffita                  | + 38' 17"   |
| 23. | Patrice Halgand     | Francja   | Crédit Agricole                 | + 44' 55"   |
| 24. | Wladimir Belli      | Włochy    | Domina Vacanze-De Nardi         | + 46' 19"   |
| 25. | Matthias Kessler    | Niemcy    | T-Mobile                        | + 50' 49"   |

| Klasyfikacja punktowa | Klasyfikacja punktowa | Klasyfikacja punktowa | Klasyfikacja punktowa | Klasyfikacja punktowa |
| Kolarz                | Kolarz                | Państwo               | Drużyna               | Punkty                |
| --------------------- | --------------------- | --------------------- | --------------------- | --------------------- |
| 1.                    | Paolo Bettini         | Włochy                | Quick Step-Innergetic | 162 pkt               |
| 2.                    | Alessandro Petacchi   | Włochy                | Fassa Bortolo         | 154 pkt               |
| 3.                    | Danilo Di Luca        | Włochy                | Liquigas-Bianchi      | 136 pkt               |
| 4.                    | Paolo Savoldelli      | Włochy                | Discovery Channel     | 124 pkt               |
| 5.                    | Ivan Basso            | Włochy                | CSC                   | 114 pkt               |
| 6.                    | Erik Zabel            | Niemcy                | T-Mobile              | 92 pkt                |
| 7.                    | José Rujano           | Wenezuela             | Colombia-Selle Italia | 89 pkt                |
| 8.                    | Isaac Gálvez          | Hiszpania             | Illes Balears         | 85 pkt                |
| 9.                    | Gilberto Simoni       | Włochy                | Lampre-Caffita        | 81 pkt                |
| 10.                   | Iván Parra            | Kolumbia              | Colombia-Selle Italia | 80 pkt                |

| Klasyfikacja punktowa | Klasyfikacja punktowa | Klasyfikacja punktowa | Klasyfikacja punktowa | Klasyfikacja punktowa |
| Kolarz                | Kolarz                | Państwo               | Drużyna               | Punkty                |
| --------------------- | --------------------- | --------------------- | --------------------- | --------------------- |
| 1.                    | Paolo Bettini         | Włochy                | Quick Step-Innergetic | 162 pkt               |
| 2.                    | Alessandro Petacchi   | Włochy                | Fassa Bortolo         | 154 pkt               |
| 3.                    | Danilo Di Luca        | Włochy                | Liquigas-Bianchi      | 136 pkt               |
| 4.                    | Paolo Savoldelli      | Włochy                | Discovery Channel     | 124 pkt               |
| 5.                    | Ivan Basso            | Włochy                | CSC                   | 114 pkt               |
| 6.                    | Erik Zabel            | Niemcy                | T-Mobile              | 92 pkt                |
| 7.                    | José Rujano           | Wenezuela             | Colombia-Selle Italia | 89 pkt                |
| 8.                    | Isaac Gálvez          | Hiszpania             | Illes Balears         | 85 pkt                |
| 9.                    | Gilberto Simoni       | Włochy                | Lampre-Caffita        | 81 pkt                |
| 10.                   | Iván Parra            | Kolumbia              | Colombia-Selle Italia | 80 pkt                |

| Klasyfikacja górska | Klasyfikacja górska | Klasyfikacja górska | Klasyfikacja górska             | Klasyfikacja górska |
| Kolarz              | Kolarz              | Państwo             | Drużyna                         | Punkty              |
| ------------------- | ------------------- | ------------------- | ------------------------------- | ------------------- |
| 1.                  | José Rujano         | Wenezuela           | Colombia-Selle Italia           | 143 pkt             |
| 2.                  | Iván Parra          | Kolumbia            | Colombia-Selle Italia           | 57 pkt              |
| 3.                  | Gilberto Simoni     | Włochy              | Lampre-Caffita                  | 45 pkt              |
| 4.                  | Ivan Basso          | Włochy              | CSC                             | 41 pkt              |
| 5.                  | Danilo Di Luca      | Włochy              | Liquigas-Bianchi                | 29 pkt              |
| 6.                  | Patrice Halgand     | Francja             | Crédit Agricole                 | 27 pkt              |
| 7.                  | Juan Manuel Gárate  | Hiszpania           | Saunier Duval-Prodir            | 27 pkt              |
| 8.                  | Paolo Savoldelli    | Włochy              | Discovery Channel               | 17 pkt              |
| 9.                  | Ruslan Ivanov       | Mołdawia            | Domina Vacanze-De Nardi         | 15 pkt              |
| 10.                 | Daniel Atienza      | Hiszpania           | Cofidis-Le Crédit par Téléphone | 14 pkt              |

| Klasyfikacja górska | Klasyfikacja górska | Klasyfikacja górska | Klasyfikacja górska             | Klasyfikacja górska |
| Kolarz              | Kolarz              | Państwo             | Drużyna                         | Punkty              |
| ------------------- | ------------------- | ------------------- | ------------------------------- | ------------------- |
| 1.                  | José Rujano         | Wenezuela           | Colombia-Selle Italia           | 143 pkt             |
| 2.                  | Iván Parra          | Kolumbia            | Colombia-Selle Italia           | 57 pkt              |
| 3.                  | Gilberto Simoni     | Włochy              | Lampre-Caffita                  | 45 pkt              |
| 4.                  | Ivan Basso          | Włochy              | CSC                             | 41 pkt              |
| 5.                  | Danilo Di Luca      | Włochy              | Liquigas-Bianchi                | 29 pkt              |
| 6.                  | Patrice Halgand     | Francja             | Crédit Agricole                 | 27 pkt              |
| 7.                  | Juan Manuel Gárate  | Hiszpania           | Saunier Duval-Prodir            | 27 pkt              |
| 8.                  | Paolo Savoldelli    | Włochy              | Discovery Channel               | 17 pkt              |
| 9.                  | Ruslan Ivanov       | Mołdawia            | Domina Vacanze-De Nardi         | 15 pkt              |
| 10.                 | Daniel Atienza      | Hiszpania           | Cofidis-Le Crédit par Téléphone | 14 pkt              |

### Klasyfikacja drużynowa
| Klasyfikacja drużynowa | Klasyfikacja drużynowa         | Klasyfikacja drużynowa | Klasyfikacja drużynowa |
| Drużyna                | Drużyna                        | Państwo                | Czas                   |
| ---------------------- | ------------------------------ | ---------------------- | ---------------------- |
| 1.                     | Liquigas-Bianchi               | Włochy                 | 269h 42' 31"           |
| 2.                     | Crédit Agricole                | Francja                | + 24' 28"              |
| 3.                     | Lampre-Caffita                 | Włochy                 | + 29' 21"              |
| 4.                     | Naturino-Sapore di Mare        | Szwajcaria             | + 32' 27"              |
| 5.                     | Illes Balears-Caisse d'Épargne | Hiszpania              | + 1h 08' 29"           |
| 6.                     | Davitamon-Lotto                | Belgia                 | + 1h 21' 24"           |
| 7.                     | Ceramica Panaria-Navigare      | Włochy                 | + 1h 24' 50"           |
| 8.                     | Liberty Seguros-Würth          | Hiszpania              | + 1h 26' 50"           |
| 9.                     | Saunier Duval-Prodir           | Hiszpania              | + 1h 37' 05"           |
| 10.                    | Phonak Hearing Systems         | Szwajcaria             | + 1h 49' 00"           |